# Altsasu
Altsasu (en basc, oficialment bilingüe Altsasu/Alsasua) és un municipi de Navarra, a la comarca de Sakana, dins la merindad de Pamplona. Limita al nord amb el municipi guipuscoà d'Ataun, a l'est amb Urdiain, al sud amb la serralada d'Urbasa i a l'oest amb Olazagutia i les muntanyes d'Altzania.

## Topònim
Segons el filòleg basc Mikel Belasko, el significat del nom és 'La verneda' (del basc haltza, "vern" i el sufix d'abundància -zu). Segons afirma el lingüista, la documentació més antiga és clara pel que fa a l'origen del topònim, per més que l'evolució de tz a ts i de z a s, documentada des de molt antic, sembli no tenir justificació fonètica.
L'estudiós constata també l'existència d'etimologies populars i folklòriques que donen altres explicacions: segons una llegenda recollida per Javier Goicoechea de Urdiain, l'origen del nom i de la vila vindria del fet que un poble anomenat Altsa ("vern") es va cremar (su és "foc" en basc), i d'aquí li vingué el nom: Altsasu, 'El vern cremat'. Per a Belasko, però, aquestes explicacions no tenen fonament científic.
El topònim apareix recollit en diverses grafies a la documentació antiga: Alssatssua (1268); Alsasua (1532); Alsassua (1350); Alssassua (1366); Alçaçua (1350).

## Història
Es pot deduir que Altsasu va estar poblada des de molt antic, per les nombroses troballes de la serra d'Urbasa, als jaciments de Koskobilo, Atabo i Orobe. Podem trobar en el sector d'Altzania els dólmens de Balankaleku i Munaan I i II, el dolmen de Saratxakolegi en el sector d'Aratz-Altsasu i part de l'estació d'Ataun Burunda.
La tradició conta que el primer rei de Navarra, García Ximénez, va ser coronat a Altsasu concretament en l'ermita de San Pedro, on hi ha una inscripció que recull aquesta dada. Amb la grafia d'Alssatssu i altres variants menors consta ja en el segle xii com un dels llocs de la Burunda de la qual no se segregà com a municipi propi fins a 1846. Era vila de senyoriu reialenc, que liquidava la seva percha globalment amb la de tot la vall, com es comprova ja en 1280. Això suposa que no havia tingut efecte el projecte de Sanç VII de Navarra el Fort(1208) de reagrupar la població de la Burunda en un nucli més fàcilment defensable i organitzat. En la gran depressió del segle xiv el seu terme va haver de fagocitar els poblats propers d'Angustina, Argiñano, Erkuden, Saratsua i Ulayar. Encara que no va obtenir rang de bona vila i representació en les corts del regne, el seu emplaçament la va convertir al principi al capdavant de vall. Els reis Caterina i Joan III la van alliberar en 1498 de la percha Gallurdea.
Encara en el segle xvi es regia Altsasu per la junta de la vall de la Burunda al qual pertanyia i seguiria pertanyent durant els tres segles posteriors. Fins a 1846 la junta es reunia en Batzarramendia on estava la desapareguda ermita de santa Engracia d'Urdiain. Durant l'edat mitjana els habitants de Burunda vivien dispersos en més de 20 poblats però les contínues guerres, pillatges i incursions van motivar l'abandó de diversos poblats i ja en el segle xv de van establir els sis pobles actuals de Ziordia, Olazagutia, Altsasu, Urdiain, Iturmendi i Bakaiku.
Alsasua i la vall de la Burunda per la seva posició estratègica han estat escenari de nombroses guerres, sobretot des de finals del segle xviii i durant la primera meitat del XIX. Així en la guerra de la Convenció les tropes franceses van ocupar el nord de Navarra i van saquejar Altsasu en 1795. En 1813 durant la Guerra del Francès, Altsasu va ser arrasada pels soldats francesos en retirada després de la batalla de Vitòria i a l'abril de 1834 presencio una important victòria de l'exèrcit carlista, a les ordres de Tomás de Zumalacárregi.
En 1863 es va inaugurar l'estació de ferrocarril i el 1907 Alfons XIII va convertir el lloc d'Alsasua en "Molt il·lustre Vila" sancionant així el seu ràpid creixement demogràfic i industrial.
En la Guerra civil espanyola, Altsasu va ser ràpidament ocupada pels colpistes, que eren principalment requetés d'Estella-Lizarra, i molts alsasuarres van haver de fugir i uns altres van ser afusellats. En la dècada de 1950 experimentà un importantíssim desenvolupament industrial que va suposar un gran procés d'immigració de persones procedents de diversos punts de l'estat, sobretot d'Extremadura, i la població d'Altsasu es va incrementar dels al voltant dels 1000 habitants de 1850 als 7250 el 1981, estabilitzant-se la població a partir de llavors.
A partir de 2016 la vila ha adquirit certa rellevància en el conflicte polític entre l'esquerra abertzale i el nacionalisme espanyol arran de l'obertura del Cas Altsasu.

## Demografia
| 2001  | 2002  | 2004  | 2005  | 2006  | 2007  | 2008  | 2009  | 2010  | 2011  | 2012  | 2013  | 2014  | 2015  | 2016  | 2017  | 2018  | 2019  | 2020  | 2021  | 2022  | 2023  | 2024  |
| 7.201 | 7.281 | 7.377 | 7.455 | 7.501 | 7.527 | 7.571 | 7.623 | 7.698 | 7.655 | 7.691 | 7.711 | 7.612 | 7.490 | 7.471 | 7.419 | 7.407 | 7.443 | 7.465 | 7.441 | 7.504 | 7.590 | 7.710 |

| Evolució demogràfica                                       | Evolució demogràfica | Evolució demogràfica | Evolució demogràfica | Evolució demogràfica | Evolució demogràfica | Evolució demogràfica | Evolució demogràfica | Evolució demogràfica | Evolució demogràfica | Evolució demogràfica |
| 1996                                                       | 1998                 | 1999                 | 2000                 | 2001                 | 2002                 | 2003                 | 2004                 | 2005                 | 2006                 | 2007                 |
| ---------------------------------------------------------- | -------------------- | -------------------- | -------------------- | -------------------- | -------------------- | -------------------- | -------------------- | -------------------- | -------------------- | -------------------- |
| 7.004                                                      | 7.037                | 7.011                | 7.124                | 7.201                | 7.281                | 7.355                | 7.377                | 7.455                | 7.501                | 7.527                |
| Fonts: Altsasu/Alsasua i Institut d'Estadística de Navarra |                      |                      |                      |                      |                      |                      |                      |                      |                      |                      |

## Administració
| Legislatura | Alcalde                  | Grup polític    |
| 1979        | Gerardo del Olmo         | HB              |
| 1983        | Emilio Boulandier        | PSOE            |
| 1987        | Emilio Boulandier        | PSOE            |
| 1991        | José Manuel Goikoetxea   | AA/AT (EAJ/PNV) |
| 1995        | José Angel Aguirrebengoa | AA/AT (EAJ/PNV) |
| 1999        | Camino Mendiluce         | EH              |
| 2003        | Asun Fdez. de G. y L.    | Aralar          |
| 2007        | Unai Hualde              | Nafarroa Bai    |
| 2011        | Garazi Urrestarazu       | Bildu           |
| 2015        | Javier Ollo              | Geroa Bai       |

## Festes
El Carnaval d'Altsasu és Festa d'Interés Turístic de Navarra. La tradició es perdé els anys trenta, però fou recuperada els anys vuitanta i de llavors ençà és el carnaval més important de la zona. La celebració està marcada per la presència dels momotxorros: els participants es disfressen d'aquest ésser misteriós, que sembla extret d'un ritual atàvic prehistòric que recorda els aquelarres, i recorren els carrers de la vila en un ambient festiu.
Cap al final de l'estiu se celebra, d'ençà de 2011, l'Ospa Eguna, una celebració també de disfresses però de caràcter marcadament polític en què s'organitza un cercavila amb carrosses que mostren figures que ridiculitzen les Forces i Cossos de Seguretat de l'Estat per exigir-ne la partida de la vila, en la qual la Guàrdia Civil té una caserna. La festa ha estat objecte de força polèmiques i té relació amb el Cas Altsasu, car tots dos formen part dels episodis de tensió entre la població i la Guàrdia Civil que s'han viscut darrerament a Altsasu.

## Fills il·lustres
- Agustín González Acilú (1929), compositor musical.